# Theodor Gottlieb von Hippel le Jeune
Pour les articles homonymes, voir Theodor Gottlieb von Hippel.
Theodor Gottlieb Hippel, puis, à partir de 1790 von Hippel, né le 13 décembre 1775 à Gerdauen, en province de Prusse-Orientale, mort le 10 juin 1843 à Bromberg, est un homme d'État prussien et l'auteur de l'Appel à mon peuple de 1813.

## Biographie
Hippel est le fils de Gotthard Friedrich Hippel (1743-1809), pasteur d'Arnau, et d'Henriette Stogler (1750-1779). Après la mort de sa mère, son père l'envoie à l'école à la Burgschule, école luthérienne de Königsberg, où il est placé sous la tutelle stricte de Theodor Gottlieb von Hippel, écrivain de l'Aufklärung, bourgmestre de la ville et conseiller privé de la guerre, qui l'adopte en 1786. Son père Gotthard Friedrich et son oncle Theodor Gottlieb Hippel sont élevés à la noblesse de l'Empire le 3 janvier 1790 à Vienne. La cérémonie d'entrée dans la noblesse prussienne se déroule, quant à elle, le 6 novembre 1790 à Berlin.
Au sortir de l'école, Hippel se consacre à l'étude du droit à l'université de Königsberg. À l'âge de 19 ans, il est Auskultator, à 20 ans référendaire et à 24 ans conseiller à la cour du land et du gouvernement de Marienwerder. En 1810, il devient le collaborateur du chancelier d'État Karl August von Hardenberg, puis, en 1811, conseiller d'État. En 1813, c'est lui qui rédige l'Appel à mon peuple du roi Frédéric-Guillaume III, dans lequel, pour la première fois, un monarque prussien s'adresse à ses sujets pour leur expliquer sa politique. En 1814, il quitte le ministère et retourne à Marienwerder. Il devient alors vice-président puis président en chef du gouvernement de Prusse-Occidentale de Marienwerder. De 1823 à 1837, il est regierungspräsident d'Opole, avant de se retirer. Ayant vendu les biens reçus en héritage de son oncle en 1835, il séjourne pour l'essentiel à Berlin, jusqu'à sa mort en 1843 à Bromberg.
Hippel a épousé en 1798 Jeanette von Gruszczyńska (1783-1840), avec laquelle il a eu quatre enfants : Theodor (1799-1881), Wilhelmine (1800-1835), Georg (1802-1878), qui est devenu conseiller secret du gouvernement à Gumbinnen, et Jeanette (1804-1850).
Hippel appartenait au cercle des collaborateurs des réformistes prussiens et défendait le développement de l'instruction publique en faveur du peuple. En Silésie, il défendait l'usage du polonais dans une partie des cours.

## Son amitié avec E.T.A. Hoffmann

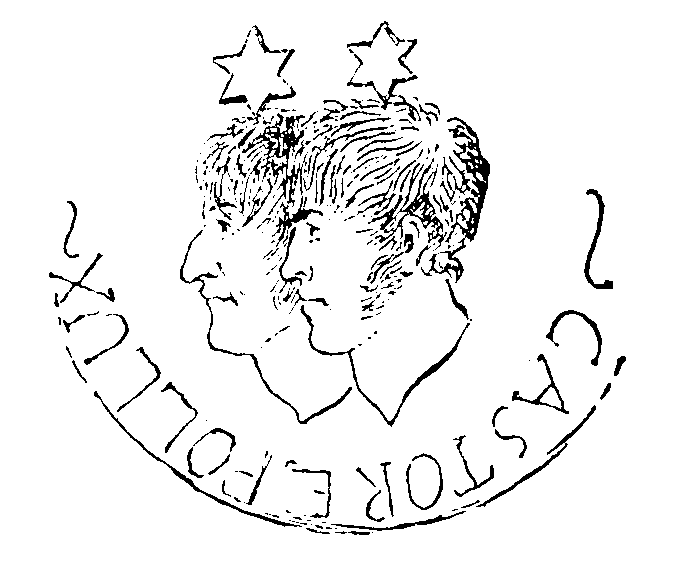
Hoffmann et Hippel, ou Castor et Pollux, dessin à la plume d'Hoffmann, 1803

En 1786, le jeune Hippel fait la connaissance, dans une maison de campagne d'Arnau, près de Königsberg, d'Ernst Theodor Wilhelm Hoffmann, futur écrivain, compositeur, dessinateur et juriste du même âge, qui abandonnera plus tard son troisième prénom pour adopter celui d'Amadeus, en hommage à Mozart. Les deux garçons étudient dans la même école et embrassent la carrière de juristes, dans laquelle Hippel, grâce à sa noblesse, progresse rapidement. De 1794 à 1809 s'établit entre eux une correspondance fournie et très intime. Dès cette époque, Hippel aide son ami, dans la détresse. Leur relation s'interrompt lors du séjour d'Hoffmann en Bavière. En 1814, ils se retrouvent, et Hippel aide Hoffmann, confronté à de graves difficultés économiques, à obtenir un poste à la Cour d'appel de Berlin. Pendant l'affaire de Maître Puce, Hippel tente d'user de son influence en faveur d'Hoffmann. Il est également présent à son chevet lors de sa mort en 1822.

## Œuvres
- An mein Volk, 1813.
- Erinnerungen an Hoffmann, 1822.